# Zadnie Usypy

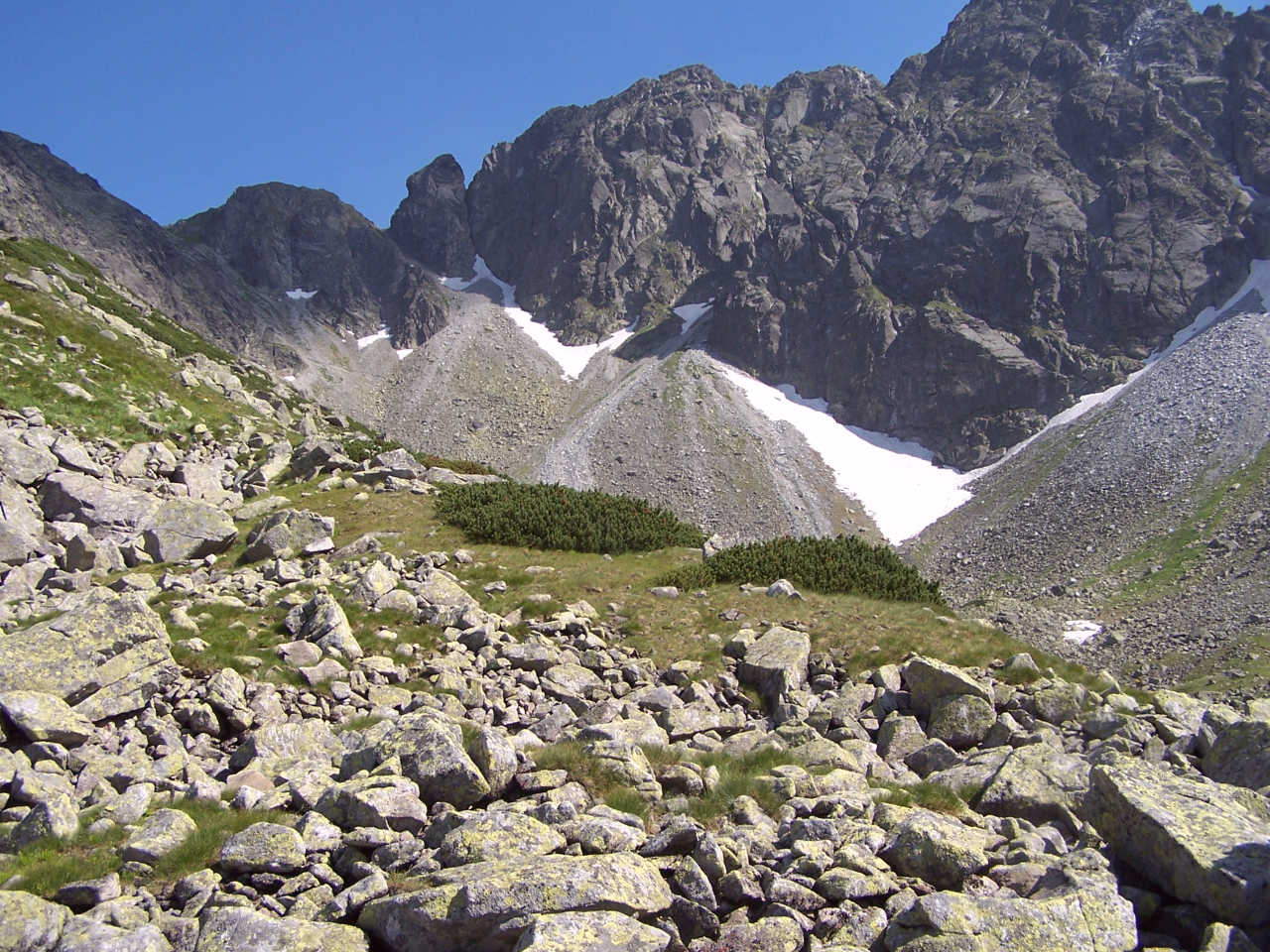

Zadnie Usypy – wielkie piarżysko w najwyższej części Pańszczycy w polskich Tatrach Wysokich. Ciągnie się od podnóża żlebu z Krzyżnego poprzez podnóża Buczynowych Turni i Wierchu pod Fajki aż po podnóża Pańszczyckiej Turni. Składa się z kilku stożków piargowych. U podnóży piarżyska na dnie Pańszczycy znajdują się wielkie bloki skalne oderwane od ścian szczytów wznoszących się nad nim. Najnowsze z nich oderwały się od Pańszczyckiej Turni.
Po wschodniej stronie Zadnich Usypów prowadzi szlak turystyczny na Krzyżne.